# Reformierte Kirche Mollis

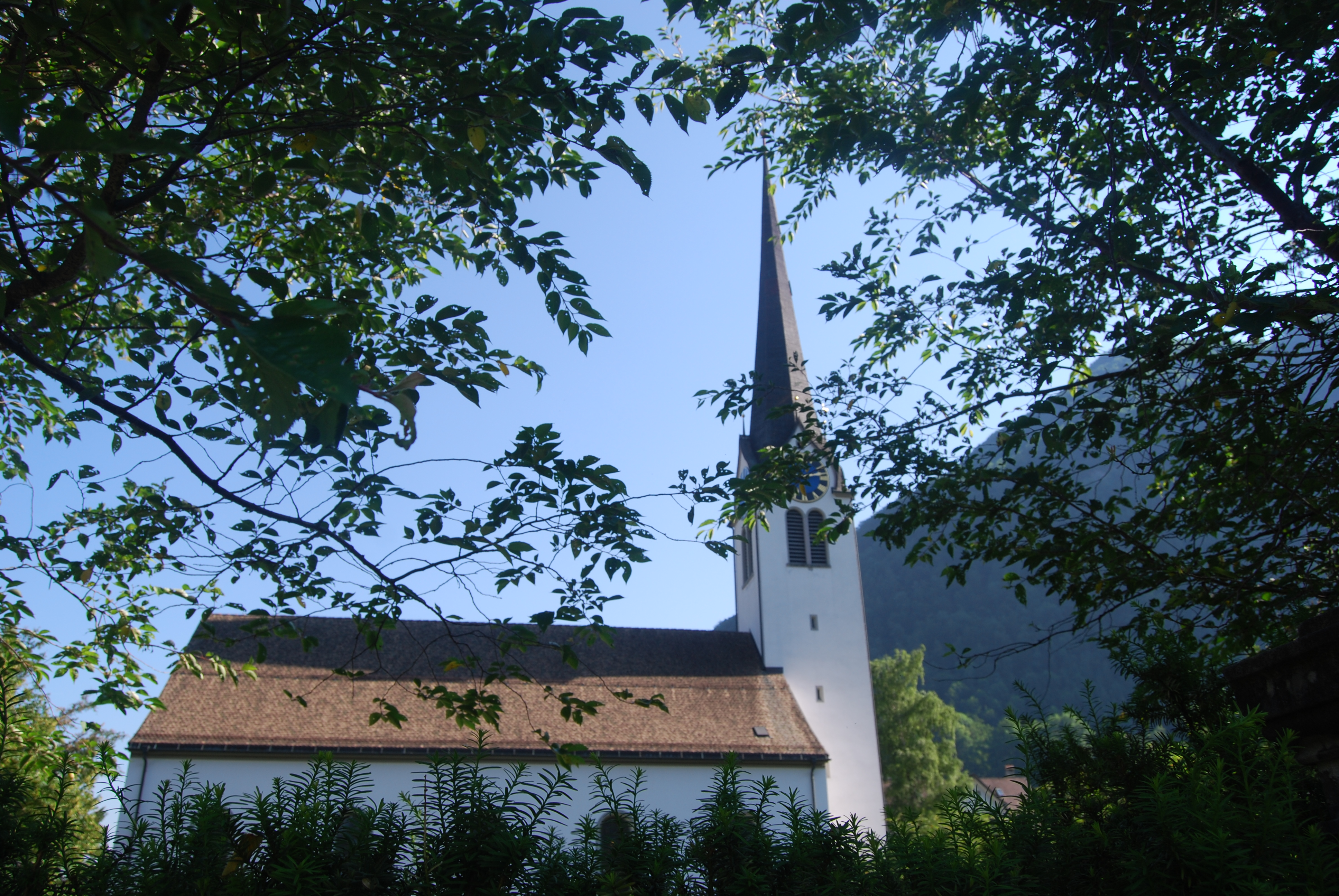
Kirche Mollis

Die reformierte Kirche Mollis ist eine Glarner Landkirche von Hans Ulrich Grubenmann.

## Geschichte
Ein erstes, St. Maria geweihtes Gotteshaus wurde 1288 erstmals erwähnt. Nach der Reformation spalteten sich die katholisch gebliebenen Dörfer Näfels und Oberurnen von Mollis ab. Die baufällig gewordene Kirche von Mollis wurde 1760–1761 durch einen Neubau des Baumeisters Hans Ulrich Grubenmann ersetzt. Grubenmann bediente sich bei der Konstruktion des Dachstuhls, wie bei seinen anderen Kirchenbauten, der Brückenbauweise.

## Äusseres
Der schlichte Außenbau wird durch den an der östlichen Breitseite angefügten Glockenturm mit geschweiften Wimpergen dominiert. Ein schwungvolles barockes Vorzeichen prägt die Westfassade. Die Längsseiten sind durch hohe Rundbogenfenster geprägt. An der Hauptfassade sind drei Rosettenfenster von einer neugotischen Umgestaltung im Jahr 1869 erhalten geblieben. 

## Innenraum
Das Gebäude bildet eine einfache Saalkirche. Als Pendant zur originalen Westempore wurde 1838 eine Ostempore im klassizistischen Stil errichtet. Der Kanzelkorb und der Taufstein vor der Kanzel stammen von Johann Josef Moosbrugger. In der Empore sind Gedenktafeln für Kriegsgefallene eingelassen. 1902 wurde die Decke mit Neorokoko-Stuckaturen ausgestattet, die Reste des ursprünglichen barocken Stucks ergänzen. Die Orgel stammt von 1962. 

## Schlacht bei Näfels
Im Jahre 1388 wurde ein Großteil der 54 eidgenössischen Opfer der Schlacht bei Näfels in der damaligen Pfarrkirche beigesetzt. Heute erinnert eine 1839 angebrachte Tafel an die in der Schlacht gefallenen Glarner. Die Opfer auf Seiten der Habsburger wurden hingegen zunächst an der Letzi verscharrt. Am 29. November 1389 grub Abt Bilgeri vom Kloster Rüti dann etwa 180 Gefallene aus der ungeweihten Erde vor der Letzi aus und überführte die Opfer ins Kloster Rüti.